# Someday (I Will Understand)
"Someday (I Will Understand)" je pjesma američke pop pjevačice Britney Spears. 0bjavljena je 21. rujna 2005. kao prvi i jedini singl s njenog EP-a Chaotic u izdanju Jive Recordsa.

## O pjesmi
Someday je napisala Spears dva tjedna nakon što je saznala da je trudna s prvim djetetom, Sean Preston. To je bio drugi put da je svirala instrumentu snimanju pjesme, u pjesmi je svirala klavir. Skladala je melodiju za Everytime, koja se nije šlužbeno koristila u pjesmi. Pjesmu je producirao Guy Sigswort, koji je također producirao pjesmu Everytime koja ima sličnu instrumentaciju.
Standardna verzija "Someday" se korsti samo na EP-u Chaotic. Pjesma nija mogla biti uključena na prvoj kompilacija jer tada pjesma još pjesma nije izašla, ali se Hi-Bias Signature Radio Mix koristi na njen prvi remix album  B in the Mix: The Remixes. Također je uključena kao bonus pjesma na japanskom, europskom i australskom izdanju Chaotica.

## Na ljestvicama
"Someday" nije službeno puštena u prodaju u glavnim međunarodnim tržištima, kao što su Velika Britanija i Australija, ali je dobila jako puno airplaya u Europi. Dosegla je top 10 u Danskoj, Švedskoj i Švicarskoj te je postao umjeren hit u europskim zemljama gdje je bio izdan.

## Glazbeni video
Glazbeni video za "Someday" se premijerno prikazao na Spearsinoj televizijskoj emisiji Britney and Kevin: Chaotic. U video, trudna Spears nalazi se u svojoj kući, na svojem krevetu i gleda na svoje dvorište, koja uključuje statuu anđela i lišće koje pada s drveća. To je bio prvi od Spearsin video koji se snimao u crno-bijeloj tehnici. Spears je rekla da je najbolja riječ koja opisuje video "jednostavnost". Spot je režirao Michael Haussman a producirala je Nina Wong za Person Films.

## Popis verzija
| Njemački maksi singl (0828767142821) 1. "Someday (I Will Understand)" — 3:37 2. "Someday (I Will Understand)" [instrumentalna verzija] — 3:37 3. "Someday (I Will Understand)" [Hi-Bias Signature Radio Remix] — 3:46 4. "Someday (I Will Understand)" [Leama & Moor Remix] — 9:18 Njemački CD singl (82876726142) 1. "Someday (I Will Understand)" — 3:37 2. "Someday (I Will Understand)" [Hi-Bias Signature Radio Remix] — 3:46 | Japanski EP (BVCQ-28030) 1. "Someday (I Will Understand)" — 3:37 2. "Chaotic" — 3:33 3. "Mona Lisa" — 3:25 4. "Over to You Now" — 3:42 5. "Someday (I Will Understand)" [Hi-Bias Signature Radio Remix] — 3:46 |

## Ljestvice
| Ljestvica (2005) | Najviša pozicija |
| ---------------- | ---------------- |
| Austrija         | 32               |
| Belgija          | 17               |
| Danska           | 8                |
| Europa           | 49               |
| Finska           | 15               |
| Njemačka         | 22               |
| Norveška         | 18               |
| Švedska          | 10               |
| Švicarska        | 8                |

## Službeno verzije i remiksevi
- albumska verzija — 3:37
- instrumentalna verzija — 3:37
- A capella   — 3:32
- Gota Remix (feat. MCU) — 4:42
- Hi-Bias Signature Radio Remix — 3:46
- Leama & Moor Remix — 9:18

## Povijest izdanja
| Država   | Izdavač                | Format         | Datum               |
| -------- | ---------------------- | -------------- | ------------------- |
| Njemačka | Zomba Label Group      | Maksi singl    | 11. listopada 2005. |
| Njemačka | Zomba Label Group      | 5-inč CD singl | 22. prosinca 2005.  |
| Japan    | Sony BMG International | EP             | 21. rujna 2005.     |